# Річка Моґамі
Рі́чка Моґа́мі (яп. 最上川, もがみがわ, МФА: [mogamʲi gawa]) — річка в Японії, в префектурі Ямаґата. Найбільша водна артерія префектури, одна з головних річок Півінчно-Східної Японії. Бере початок у південних горах Адзума. Тече на північ, прохоядчи западинами Йонедзава, Ямаґата та Сіндзьо. Впадає у Японське море в районі міста Саката на Сьонайській рівнині. Довжина — близько 229 км. Одна з трьох найстрімкіших японських річок, поряд із річкою Фудзі та Кума. Протягом середньовіччя і нового часу використовувалася місцевим населенням як річковий шлях. Носить назву «річка-матір Моґамі».